# Тара Кемпбелл
Тара Кемпбелл (англ. Tara Campbell, 21 липня 1983) — американська ватерполістка.
Призерка Чемпіонату світу з водних видів спорту 2005, 2009 років.
Призерка Панамериканських ігор 2007, 2011 років.